# Bellorchestia tumida
Bellorchestia tumida is een vlokreeftensoort uit de familie van de Talitridae. De wetenschappelijke naam van de soort is voor het eerst geldig gepubliceerd in 1885 door Thomson.